# Giro de Italia 1995
La 78ª edición del Giro de Italia se disputó entre el 13 de mayo y el 3 de junio de 1995, con un recorrido de 22 etapas y 3736 km, que se recorrieron a una velocidad media de 38,260 km/h.
Laudelino Cubino logró la única victoria española en esta edición del Giro. Por otro lado, el colombiano Oliverio Rincón, del equipo ONCE, logró una victoria de etapa y fue segundo en otra; además, acabó 5.º en la clasificación general.
Tony Rominger llevó la maglia rosa durante 21 de los 22 días de que constó la carrera. Solo en la primera etapa la llevó otro corredor, el velocista Mario Cipollini. Rominger, además, ganó cuatro etapas, la clasificación del intergiro y la clasificación por puntos. En el podio, le acompañaron Eugeni Berzin, ganador del año anterior, y Piotr Ugrumov.

## Equipos participantes
| N.      | Cod. | Equipo                |
| ------- | ---- | --------------------- |
| 1-9     | GEW  | Gewiss-Ballan         |
| 11-19   | AKI  | Aki-Gipiemme          |
| 21-29   | AMO  | Amore & Vita-Galatron |
| 31-39   | BAN  | Banesto               |
| 41-49   | BRE  | Brescialat-Fago       |
| 51-59   | CAR  | Carrera-Tassoni       |
| 61-69   | CBH  | Castellblanch         |
| 71-79   | CAS  | Castorama             |
| 81-89   | CER  | Refin-Cantina Tollo   |
| 91-99   | FES  | Festina-Lotus         |
| 101-109 | KEL  | Kelme-Sureña          |

| N.      | Code | Équipe                  |
| ------- | ---- | ----------------------- |
| 111-119 | LAM  | Lampre-Panaria          |
| 121-129 | MAG  | MG Maglificio-Technogym |
| 131-139 | MAP  | Mapei-GB                |
| 141-149 | MER  | Mercatone Uno-Saeco     |
| 151-159 | NAV  | Navigare-Blue Storm     |
| 161-169 | ONC  | ONCE                    |
| 171-179 | SIC  | Sicasal-Acral           |
| 181-189 | PLT  | Polti-Granarolo-Santini |
| 191-199 | TEL  | Team Deutsche Telekom   |
| 201-209 | TVM  | TVM-Polis Direct        |
| 211-219 | MOB  | ZG Mobili-Selle Italia  |

## Etapas
| Etapa | Fecha      | Recorrido                          | km       | Ganador de la etapa | Líder de la clasificación general |
| 1.ª   | 13 de mayo | Perugia-Terni                      | 205      | Mario Cipollini     | Mario Cipollini                   |
| 2.ª   | 14 de mayo | Foligno-Assisi                     | 19 (CRI) | Tony Rominger       | Tony Rominger                     |
| 3.ª   | 15 de mayo | Spoleto-Marotta                    | 161      | Mario Cipollini     | Tony Rominger                     |
| 4.ª   | 16 de mayo | Mondolfo-Loreto                    | 192      | Tony Rominger       | Tony Rominger                     |
| 5.ª   | 17 de mayo | Porto Recanati-Tortoleto Lido      | 182      | Filippo Casagrande  | Tony Rominger                     |
| 6.ª   | 18 de mayo | Trani-Tarento                      | 165      | Nicola Minali       | Tony Rominger                     |
| 7.ª   | 19 de mayo | Tarento-Terme Luigiane             | 216      | Maurizio Fondriest  | Tony Rominger                     |
| 8.ª   | 20 de mayo | Acquappesa-Monte Sirino            | 209      | Laudelino Cubino    | Tony Rominger                     |
| 9.ª   | 21 de mayo | Terme La Calda-Salerno             | 165      | Rolf Sørensen       | Tony Rominger                     |
| 10.ª  | 22 de mayo | Telese Terme-Maddaloni             | 42 (CRI) | Tony Rominger       | Tony Rominger                     |
| 11.ª  | 23 de mayo | Pietrasanta-Il Ciocco              | 175      | Enrico Zaina        | Tony Rominger                     |
| 12.ª  | 24 de mayo | Borgo a Mozzano-Cento              | 201      | Ján Svorada         | Tony Rominger                     |
| 13.ª  | 25 de mayo | Pieve di Cento-Rovereto            | 218      | Pascal Richard      | Tony Rominger                     |
| 14.ª  | 26 de mayo | Trento-Val Senales                 | 240      | Oliverio Rincón     | Tony Rominger                     |
| 15.ª  | 27 de mayo | Senales-Lenzerheide Valbella       | 185      | Mariano Piccoli     | Tony Rominger                     |
| 16.ª  | 28 de mayo | Lenzerheide-Treviglio              | 224      | Giuseppe Citterio   | Tony Rominger                     |
| 17.ª  | 29 de mayo | Cenate Sotto-Selvino               | 43 (CRI) | Tony Rominger       | Tony Rominger                     |
| 18.ª  | 30 de mayo | Stradella-Santuario de Vicoforte   | 221      | Denis Zanette       | Tony Rominger                     |
| 19.ª  | 31 de mayo | Mondovi-Chianale di Ponte Chianale | 129      | Pascal Richard      | Tony Rominger                     |
| 20.ª  | 1 de junio | Briançon-Gressoney-Saint-Jean      | 203      | Serguei Outschakov  | Tony Rominger                     |
| 21.ª  | 2 de junio | Pont St Martin-Luino               | 190      | Eugeni Berzin       | Tony Rominger                     |
| 22.ª  | 3 de junio | Luino-Milán                        | 148      | Giovanni Lombardi   | Tony Rominger                     |

## Clasificaciones
| \| 1. \| Tony Rominger \| Suiza \| MAP \| 97h 39' 50s \| \| \| 2. \| Eugeni Berzin \| Rusia \| GEW \| a 4' 13s \| \| \| 3. \| Piotr Ugrumov \| Letonia \| GEW \| a 4' 55s \| \| \| 4. \| Claudio Chiappucci \| Italia \| CAR \| a 9' 23s \| \| \| 5. \| Oliverio Rincón \| Colombia \| ONCE \| a 10' 03s \| \| \| 6. \| Pável Tonkov \| Rusia \| LAM \| a 11' 31s \| \| \| 7. \| Enrico Zaina \| Italia \| CAR \| a 13' 40s \| \| \| 8. \| Heinz Imboden \| Suiza \| REF \| a 16' 23s \| \| \| 9. \| Georg Totschnig \| Austria \| POL \| a 18' 05s \| \| \| 10. \| Francesco Casagrande \| Italia \| MER \| a 18' 50s \| \| |                      |          |      |             |  |
| 1. | Tony Rominger        | Suiza    | MAP  | 97h 39' 50s |  |
| 2. | Eugeni Berzin        | Rusia    | GEW  | a 4' 13s    |  |
| 3. | Piotr Ugrumov        | Letonia  | GEW  | a 4' 55s    |  |
| 4. | Claudio Chiappucci   | Italia   | CAR  | a 9' 23s    |  |
| 5. | Oliverio Rincón      | Colombia | ONCE | a 10' 03s   |  |
| 6. | Pável Tonkov         | Rusia    | LAM  | a 11' 31s   |  |
| 7. | Enrico Zaina         | Italia   | CAR  | a 13' 40s   |  |
| 8. | Heinz Imboden        | Suiza    | REF  | a 16' 23s   |  |
| 9. | Georg Totschnig      | Austria  | POL  | a 18' 05s   |  |
| 10. | Francesco Casagrande | Italia   | MER  | a 18' 50s   |  |

| \| 1. \| Tony Rominger \| Suiza \| MAP \| 205 puntos \| \| 2. \| Rolf Sörensen \| Dinamarca \| MGT \| 153 puntos \| \| 3. \| Eugeni Berzin \| Rusia \| GEW \| 148 puntos \| |               |           |     |            |
| 1. | Tony Rominger | Suiza     | MAP | 205 puntos |
| 2. | Rolf Sörensen | Dinamarca | MGT | 153 puntos |
| 3. | Eugeni Berzin | Rusia     | GEW | 148 puntos |

| \| 1. \| Mariano Piccoli \| Italia \| BRE \| 75 puntos \| \| 2. \| Nelson Rodríguez \| Colombia \| ZGM \| 45 puntos \| \| 3. \| Giuseppe Guerini \| Italia \| NAV \| 43 puntos \| |                  |          |     |           |
| 1. | Mariano Piccoli  | Italia   | BRE | 75 puntos |
| 2. | Nelson Rodríguez | Colombia | ZGM | 45 puntos |
| 3. | Giuseppe Guerini | Italia   | NAV | 43 puntos |

| \| 1. \| Tony Rominger \| Suiza \| MAP \| 56h 04' 21s \| \| 2. \| Giovanni Fidanza \| Italia \| POL \| a 54s \| \| 3. \| Eugeni Berzin \| Rusia \| GEW \| a 1' 24s \| |                  |        |     |             |
| 1. | Tony Rominger    | Suiza  | MAP | 56h 04' 21s |
| 2. | Giovanni Fidanza | Italia | POL | a 54s       |
| 3. | Eugeni Berzin    | Rusia  | GEW | a 1' 24s    |

| \| 1. \| Eugeni Berzin \| Rusia \| GEW \| 97h 44' 03s \| \| 2. \| Georg Totschnig \| Austria \| POL \| a 13' 52s \| \| 3. \| - \| - \| - \| - \| |                 |         |     |             |
| 1. | Eugeni Berzin   | Rusia   | GEW | 97h 44' 03s |
| 2. | Georg Totschnig | Austria | POL | a 13' 52s   |
| 3. | -               | -       | -   | -           |

| \| 1. \| Gewiss-Ballan \| Italia \| GEW \| 293h 8' 42s \| \| 2. \| Mapei-GB \| Italia \| MAP \| 0h 54' 57s \| \| 3. \| Carrera \| Italia \| CAR \| 1h 9' 43s \| |               |        |     |             |
| 1. | Gewiss-Ballan | Italia | GEW | 293h 8' 42s |
| 2. | Mapei-GB      | Italia | MAP | 0h 54' 57s  |
| 3. | Carrera       | Italia | CAR | 1h 9' 43s   |

## Evolución de las clasificaciones
| Etapa (Vencedor)        | Clasificación general | Clasificación por puntos | Clasificación de la montaña | Clasificación por equipos |
| ----------------------- | --------------------- | ------------------------ | --------------------------- | ------------------------- |
| 1.ª Mario Cipollini     | Mario Cipollini       | Mario Cipollini          | Giuseppe Guerini            | Mercatone Uno             |
| 2.ª Tony Rominger       | Tony Rominger         | Rolf Sørensen            | Giuseppe Guerini            | Lampre                    |
| 3.ª Mario Cipollini     | Tony Rominger         | Mario Cipollini          | Mariano Piccoli             | Lampre                    |
| 4.ª Tony Rominger       | Tony Rominger         | Mario Cipollini          | Mariano Piccoli             | Lampre                    |
| 5.ª Filippo Casagrande  | Tony Rominger         | Mario Cipollini          | Mariano Piccoli             | Brescialat                |
| 6.ª Nicola Minali       | Tony Rominger         | Mario Cipollini          | Mariano Piccoli             | Brescialat                |
| 7.ª Maurizio Fondriest  | Tony Rominger         | Mario Cipollini          | Mariano Piccoli             | Brescialat                |
| 8.ª Laudelino Cubino    | Tony Rominger         | Mario Cipollini          | Mariano Piccoli             | MG Maglificio             |
| 9.ª Rolf Sørensen       | Tony Rominger         | Mario Cipollini          | Mariano Piccoli             | MG Maglificio             |
| 10.ª Tony Rominger      | Tony Rominger         | Tony Rominger            | Mariano Piccoli             | Gewiss                    |
| 11.ª Enrico Zaina       | Tony Rominger         | Tony Rominger            | Mariano Piccoli             | Gewiss                    |
| 12.ª Pascal Richard     | Tony Rominger         | Tony Rominger            | Mariano Piccoli             | Gewiss                    |
| 13.ª Oliverio Rincon    | Tony Rominger         | Tony Rominger            | Mariano Piccoli             | Gewiss                    |
| 14.ª Claudio Chiappucci | Tony Rominger         | Tony Rominger            | Mariano Piccoli             | Gewiss                    |
| 15.ª Mariano Piccoli    | Tony Rominger         | Tony Rominger            | Mariano Piccoli             | Gewiss                    |
| 16.ª Giuseppe Citterio  | Tony Rominger         | Tony Rominger            | Mariano Piccoli             | Gewiss                    |
| 17.ª Tony Rominger      | Tony Rominger         | Tony Rominger            | Mariano Piccoli             | Gewiss                    |
| 18.ª Denis Zanette      | Tony Rominger         | Tony Rominger            | Mariano Piccoli             | Gewiss                    |
| 19.ª Pascal Richard     | Tony Rominger         | Tony Rominger            | Mariano Piccoli             | Gewiss                    |
| 20.ª Serguei Outschakov | Tony Rominger         | Tony Rominger            | Mariano Piccoli             | Gewiss                    |
| 21.ª Yevgueni Berzin    | Tony Rominger         | Tony Rominger            | Mariano Piccoli             | Gewiss                    |
| 22.ª Giovanni Lombardi  | Tony Rominger         | Tony Rominger            | Mariano Piccoli             | Gewiss                    |
| Final                   | Tony Rominger         | Tony Rominger            | Mariano Piccoli             | Gewiss                    |